# Eduard von Jachmann

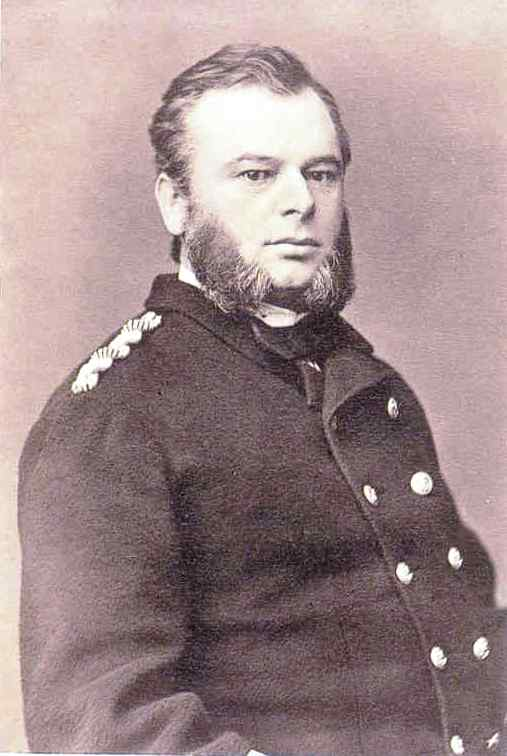
Eduard Jachmann

Eduard Karl Emanuel Jachmann, ab 1882 von Jachmann (* 2. März 1822 in Danzig; † 21. Oktober 1887 in Oldenburg) war ein deutscher Vizeadmiral. Während des Deutsch-Französischen Krieges 1870/71 befehligte er die Nordseeflotte. 

## Leben

### Herkunft
Seine Eltern waren der preußische Regierungsrat Reinhold Bernhard Jachmann (1767–1843) und dessen Ehefrau Minna Elisabeth, geborene Schaaf.

### Militärkarriere
Jachmann besuchte das Gymnasium Marienwerder und fuhr als Schiffsjunge zur See. Nach Abschluss der Steuermannsausbildung 1843 diente er auf der Korvette Amazone der Preußischen Marine im Mittelmeer und an der Küste Amerikas. 1845 zum Lieutenant zur See II. Classe (heute Oberleutnant zur See) befördert, wurde Jachmann 1846 Erster Offizier und im März 1848 Kommandant dieses Schiffes. Mit Unterbrechung von Dezember 1848 bis März 1849, nun als Lieutenant zur See I. Classe (heute Kapitänleutnant), blieb er dies bis Oktober 1849.
Von 1849 bis 1852 befehligte Jachmann während des Schleswig-Holsteinischen Krieges eine Flottille von Kanonenbooten in Stralsund. Anschließend wurde er Dezernent in der Marineabteilung des preußischen Kriegsministeriums in Berlin.
Als Erster Offizier nahm Jachmann an einer Reise der Gefion nach Südamerika, den Westindischen Inseln und Nordamerika 1853/54 teil. Von September 1853 bis 12. Oktober 1853 war er erneut Kommandant der Amazone. Von Oktober 1854 bis Dezember 1856 war er Oberwerftdirektor in Danzig und wurde in dieser Position zum Korvettenkapitän befördert. 1857 wurde er Direktor einer Abteilung der neu eingerichteten Admiralität. Nach seiner Beförderung zum Kapitän zur See 1859 führte er als Kommandant die Fregatte Thetis während einer Expedition nach Ostasien und China, von der er im Dezember 1862 zurückkehrte. Ab da wurde er mit der Wahrnehmung der Geschäfte des Chefs der Marinestation der Ostsee betraut.
Während des Deutsch-Dänischen Krieges 1864 führte Jachmann als Chef des Stationskommandos der Ostsee die Seestreitkräfte in der Ostsee und war zusätzlich im Februar/März 1864 noch Kommandant der Dampfkorvette Arcona. Er leitete am 17. März 1864 auf preußischer Seite das Seegefecht bei Jasmund (Rügen), worauf er zum Konteradmiral befördert wurde. Nach dem Krieg wurde er zum Chef der Marinestation der Ostsee in Kiel und leitete auch alljährlich das Übungsgeschwader in der Nord- und Ostsee. 1867 wurde er Präses des Marineministeriums und 1868 zum Vizeadmiral befördert. Außerdem war er ab 1867 preußischer Bevollmächtigter des Bundesrates des Norddeutschen Bundes. Während des Deutsch-Französischen Krieges 1870/71 war Jachmann Oberbefehlshaber in der Nordsee.
Nachdem Albrecht von Stosch am 31. Dezember 1871 zum Marineminister ernannt worden war, trat Jachmann in den Ruhestand. Er wurde am 27. November 1882 in den erblichen Adelsstand erhoben. Die Jachmann-Brücke in Wilhelmshaven (sowohl die alte als auch die neue) ist nach ihm benannt.

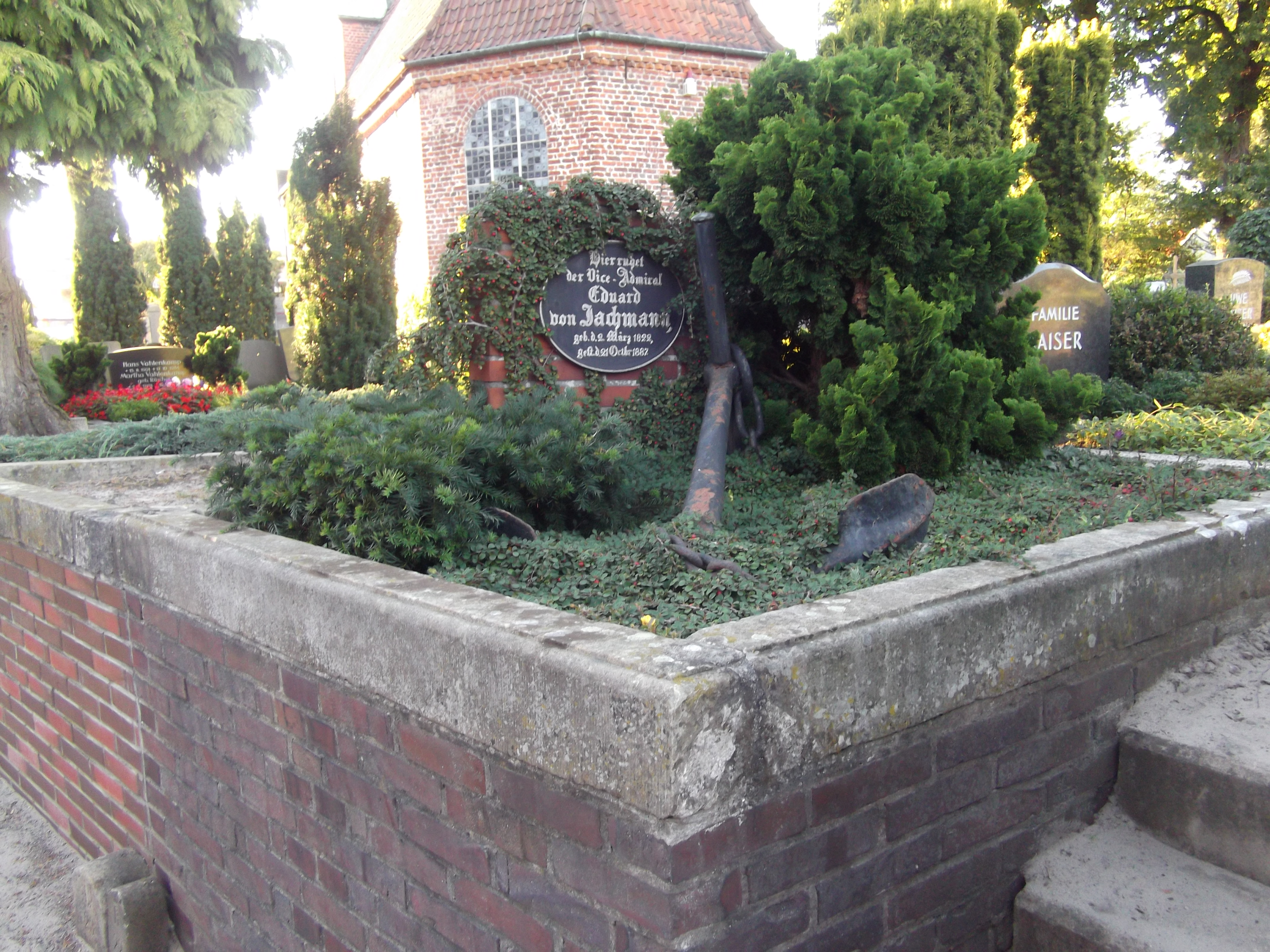
Grabstelle Vizeadmiral Eduard von Jachmann. Sie befindet sich in Oldenburg-Osternburg, Friedhof der Dreifaltigkeitskirche, Cloppenburger Straße. 1887 eingerichtet. Es handelt sich nicht um das ursprüngliche Grabmal. Keine Angaben über die Neugestaltung der Grabstelle vorhanden. Auf dem gemauerten Grabstein befindet sich eine Plakette vermutlich aus Gusseisen. Auf der Grabstelle liegt ein Anker.

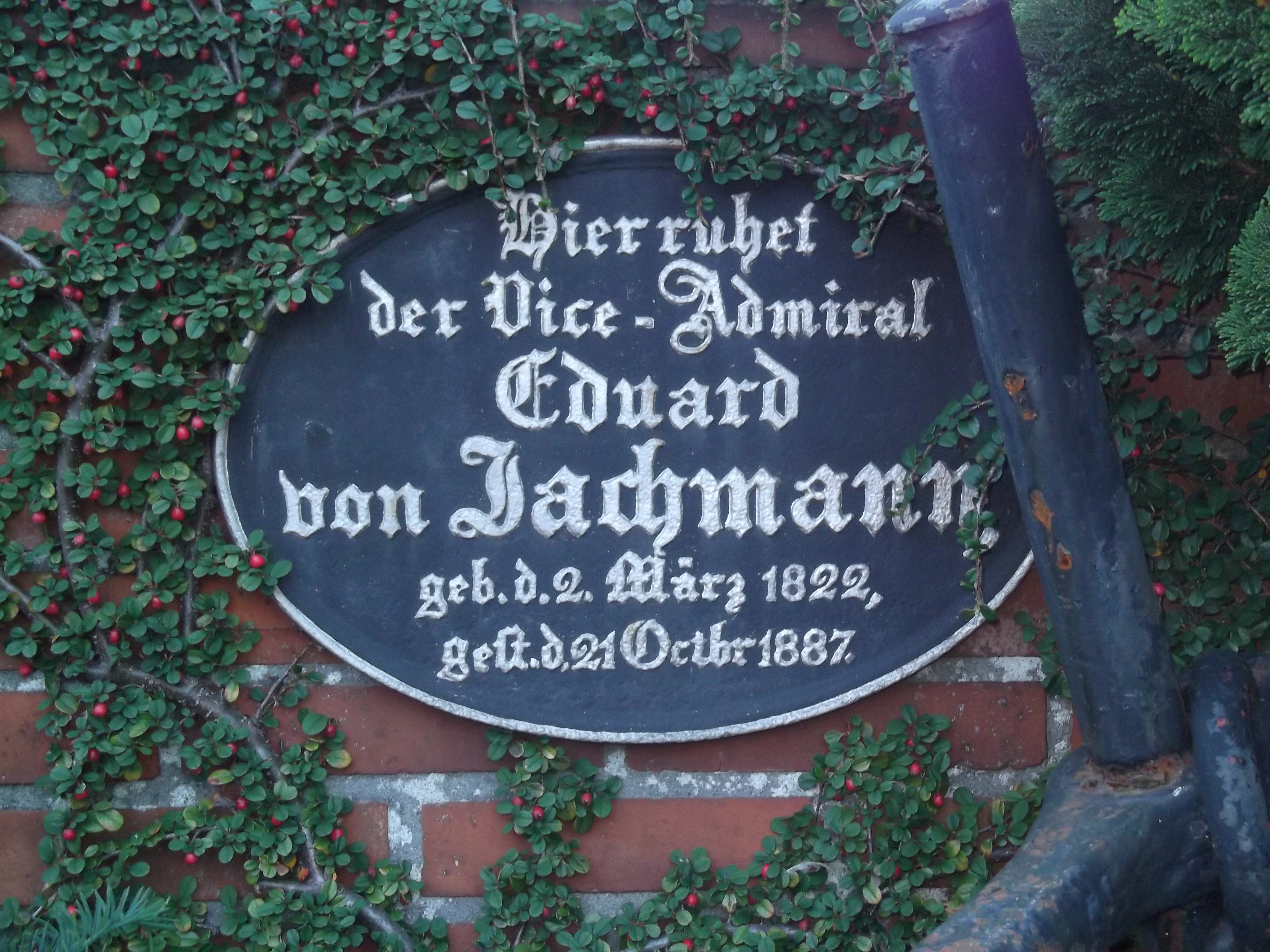
Plakette auf dem Grabstein von Vizeadmiral Eduard von Jachmann

Das Grab von Admiral Jachmann befindet sich auf dem Friedhof der Dreifaltigkeitskirche im Oldenburger Stadtteil Osternburg. In der Nacht zum Totensonntag 1964 wurde die Grabstelle von mutmaßlichen Metalldieben geschändet, die zuerst den Grabstein umstießen und dann versuchten, den auf dem Grab befindlichen Anker wegzuschleppen. Aufgrund des Gewichts ließen die Diebe den Anker nach 30 Metern noch vor dem Friedhofausgang liegen, wo er am nächsten Tag von Kirchgängern aufgefunden wurde. Die Grabstelle wurde offenbar noch am selben Tag von Mitgliedern des „Marinevereins Oldenburg“, der die Grabstelle betreute, wieder hergerichtet.

### Familie
Jachmann heiratete am 25. September 1852 in Quednau seine Cousine Anna Elisabeth Jachmann (1831–1912). Das Paar hatte mehrere Kinder:
- Maria (1853–1875) ⚭ 1874 Axel Freiherr von Maltzahn (1849–1928), preußischer Generalmajor
- Erich (1857–1935), preußischer Oberstleutnant ⚭ 1895 Marie von Witzleben (1871–1937)
- Konrad (1864–1941), Oberstleutnant a. D. ⚭ Anna König
- Siegfried (1867–1945), deutscher Konteradmiral ⚭ 1904 (Scheidung 1916) Helene Freiin von Hollen (1884–1936)[6]

### Werke
- Allgemeine Grundzüge einer Flotten-Tactik (1850, Digitalisat)